# Philipp Oswald
Philipp Oswald (* 23. ledna 1986 v Feldkirchu) je rakouský profesionální tenista, který se zaměřuje především na čtyřhru.
Ve své dosavadní kariéře získal ve čtyřhře jeden titul na okruhu ATP World Tour. Na žebříčku byl nejvýše klasifikován na 206. místě ve dvouhře a na 58. místě ve čtyřhře.

## Kariéra
Doposud se Oswald představoval na challengerech, ze kterých si odnesl několik trofejí. Nejvíce z nich získal se svým krajanem Martinem Fischerem.
Svou nejcennější trofej získal po boku Španěla Guillerma Garcíi Lópeze, když spolu vyhráli podnik v Brazílii, který patřil do kategorie ATP World Tour 250. Ve finále zdolali kolumbijskou dvojici Juan Sebastián Cabal a Robert Farah Maksúd ve třísetové bitvě.

## Finálové účasti na turnajích ATP World Tour
| Legenda                     |
| D – dvouhra; Č – čtyřhra    |
| Grand Slam (0–0)            |
| Turnaj mistrů (0–0)         |
| ATP Tour Masters 1000 (0–0) |
| ATP Tour 500 (1–0 Č)        |
| ATP Tour 250 (10–9 Č)       |

| Tituly dle povrchu |
| ------------------ |
| tvrdý (2–7 Č)      |
| tráva (0–0)        |
| antuka (9–2 Č)     |
| koberec (0–0)      |

### Čtyřhra: 1 (1–0)
| Stav      | č.  | datum          | turnaj              | povrch     | spoluhráč              | soupeři ve finále                        | výsledek          |
| --------- | --- | -------------- | ------------------- | ---------- | ---------------------- | ---------------------------------------- | ----------------- |
| Vítěz     | 1.  | 2. března 2014 | São Paulo, Brazílie | antuka (h) | Guillermo García-López | Juan Sebastián Cabal Robert Farah Maksúd | 5–7, 6–4, [15–13] |
| Finalista | 6.  | červenec 2019  | Gstaad, Švýcarsko   | antuka     | Filip Polášek          | Sander Gillé Joran Vliegen               | 4–6, 3–6          |
| Vítěz     | 10. | srpen 2019     | Kitzbühel, Rakousko | antuka     | Filip Polášek          | Sander Gillé Joran Vliegen               | 6–4, 6–4          |
| Finalista | 9.  | 3. října 2021  | Sofia, Bulharsko    | tvrdý (h)  | Oliver Marach          | Jonny O'Mara Ken Skupski                 | 3–6, 4–6          |

## Postavení na žebříčku ATP na konci roku

### Dvouhra
| Rok    | 2004   | 2005   | 2006   | 2007   | 2008   | 2009   | 2010   | 2011   | 2012   | 2013   |
| Pořadí | 1 463. | ▲ 863. | ▼ 874. | ▲ 565. | ▲ 377. | ▲ 224. | ▼ 413. | ▲ 265. | ▼ 380. | ▼ 981. |

### Čtyřhra
| Rok    | 2004   | 2005   | 2006   | 2007   | 2008   | 2009   | 2010   | 2011   | 2012   | 2013  |
| Pořadí | 1 309. | ▲ 632. | ▲ 412. | ▲ 261. | ▲ 136. | ▼ 138. | ▲ 104. | ▼ 127. | ▲ 109. | ▲ 81. |